# Mållor
Mållor (Chenopodiaceae) är ett sammanfattade namn på (en parafyletisk grupp av) arter av släktena
- Atriplex (fetmållor, omkring 100 arter, däribland vägmålla),
- Chenopodium (ogräsmållor, omkring 150 arter, däribland svinmålla) och
- Halimione (3 arter)

inom underfamiljen mållväxter (Chenopodioideae) till familjen amarantväxter (Amaranthaceae).
De har små grönaktiga blommor i huvudlika knippen. Växer vanligen på kulturpåverkad mark, ofta som ogräs, eller på havsstränder. Vanliga är svinmålla, med äggrunda glest tandade eller grunt flikiga ofta vitmjöliga blad, och vägmålla (även kallad gårdmålla), med spjutlikt lansettblad.
Den pensionerade kvinnan Jevdokimova skrev i en efterhandsskildring om hungersnöden 1947 i Sovjetunionen. ”Efter vintern gick vi ut på fälten och samlade ihop de sista ruttna potatisarna, rödbetorna, mållorna och klövern. Allt detta åt vi. Mjölk, kött, ägg och ull måste vi inleverera till staten”.